# Екстон (Пенсільванія)
Екстон (англ. Exton) — переписна місцевість (CDP) в США, в окрузі Честер штату Пенсільванія. Населення — 5622 особи (2020).

## Географія
Екстон розташований за координатами 40°1′45″ пн. ш. 75°37′51″ зх. д. / 40.02917° пн. ш. 75.63083° зх. д. (40.029072, -75.630922).  За даними Бюро перепису населення США в 2010 році переписна місцевість мала площу 8,17 км², з яких 8,10 км² — суходіл та 0,07 км² — водойми.

### Клімат
| Клімат : Екстон       | Клімат : Екстон | Клімат : Екстон | Клімат : Екстон | Клімат : Екстон | Клімат : Екстон | Клімат : Екстон | Клімат : Екстон | Клімат : Екстон | Клімат : Екстон | Клімат : Екстон | Клімат : Екстон | Клімат : Екстон | Клімат : Екстон |
| Показник              | Січ.            | Лют.            | Бер.            | Квіт.           | Трав.           | Черв.           | Лип.            | Серп.           | Вер.            | Жовт.           | Лист.           | Груд.           | Рік             |
| Середній максимум, °C | 3,9             | 5,6             | 10,6            | 17,2            | 22,8            | 27,8            | 30,6            | 29,4            | 25,6            | 18,9            | 12,8            | 6,7             | 21,7            |
| Середній мінімум, °C  | 8,9             | 8,9             | 3,3             | 3,9             | 9,4             | 20,0            | 17,2            | 16,1            | 12,2            | 5,6             | 0,6             | −4,4            | 10,6            |
| Норма опадів, мм      | 91              | 84              | 97              | 94              | 99              | 114             | 112             | 114             | 94              | 84              | 84              | 97              | 1163            |
| --------------------- | --------------- | --------------- | --------------- | --------------- | --------------- | --------------- | --------------- | --------------- | --------------- | --------------- | --------------- | --------------- | --------------- |
| Джерело: Weatherbase  |                 |                 |                 |                 |                 |                 |                 |                 |                 |                 |                 |                 |                 |

## Демографія
Згідно з переписом 2010 року, у переписній місцевості мешкали 4842 особи в 2201 домогосподарстві у складі 1265 родин. Густота населення становила 593 особи/км².  Було 2353 помешкання (288/км²).
Расовий склад населення:
| - 75,7 % — білих - 17,5 % — азіатів - 4,1 % — чорних або афроамериканців - 0,2 % — корінних американців |

До двох чи більше рас належало 2,0 %. Частка іспаномовних становила 1,9 % від усіх жителів.
За віковим діапазоном населення розподілялося таким чином: 20,9 % — особи молодші 18 років, 66,5 % — особи у віці 18—64 років, 12,6 % — особи у віці 65 років та старші. Медіана віку мешканця становила 38,4 року. На 100 осіб жіночої статі у переписній місцевості припадало 95,1 чоловіків;  на 100 жінок у віці від 18 років та старших — 92,7 чоловіків також старших 18 років.
Середній дохід на одне домашнє господарство  становив 101 811 долар США (медіана — 76 051), а середній дохід на одну сім'ю — 125 881 долар (медіана — 95 965). Медіана доходів становила 80 156 доларів для чоловіків та 55 633 долари для жінок. За межею бідності перебувало 5,8 % осіб, у тому числі 5,2 % дітей у віці до 18 років та 9,4 % осіб у віці 65 років та старших.
Цивільне працевлаштоване населення становило 2703 особи. Основні галузі зайнятості: науковці, спеціалісти, менеджери — 19,8 %, освіта, охорона здоров'я та соціальна допомога — 15,4 %, роздрібна торгівля — 14,7 %.